# Matt Wells
Matthew "Matt" Wells (Londres, 14 de dezembro de 1886 - 27 de junho de 1953) foi um pugilista britânico, campeão mundial dos meios-médios entre 1914 e 1915.

## Biografia
Durante sua carreira amadora no boxe, Matt Wells tornou-se campeão britânico amador dos pesos-leves e também disputou as Olimpíadas de 1908 em Londres. Nos jogos olímpicos, Wells foi eliminado da competição nas quartas-de-final por Frederick Grace, que viria a conquistar o ouro olímpico.
No final de 1909, Wells iniciou sua carreira profissional, com vitórias sobre Battilng Lacroix e Bob Russell. Depois realizou mais quatroze lutas no ano seguinte, obtendo nove vitórias, dois empates e apenas uma derrota (2 lutas sem resultado).
Desse modo, no início de 1911, em pouco mais de um ano de carreira, Wells derrotou Freddie Welsh, tornando-se campeão britânico e europeu dos pesos-leves. A seguir, ainda no ano de 1911, Wells obteve importantes vitórias diante respeitáveis adversários, tais como "Philadelphia" Pal Moore, Knockout Brown e o lendário campeão dos pesos-penas Abe Attell.
Ao contrário do ano anterior, 1912 foi um ano muito ruim na carreira de Wells, começando com uma derrota para o excepcional Packey McFarland. Depois realizou mais três lutas, vencendo uma e perdendo duas, antes de, em sua última luta no ano de 1912, reencontrar-se no ringue com Freddie Welsh. Colocando seus títulos de campeão britânico e europeu em disputa, Wells não conseguiu repetir o resultado da luta anterior e acabou sendo superado por Welsh.
Oscilando entre vitórias e derrotas, Wells obteve uma imponente vitória por nocaute sobre Ray Bronson no princípio de 1914, que o colocou em condição de lutar pelo título mundial dos meios-médios. Assim sendo, em sua luta seguinte, Wells subiu ao ringue contra o campeão Tom McCormick e, após 20 assaltos de combate, foi declarado vencedor e anunciado como o novo campeão britânico e mundial dos meios-médios.
Todavia, o reinado de Wells não chegaria a perdurar pouco mais do que um ano, visto que em meados de 1915 Wells viria a perder seu título  mundial dos meios-médios para Mike Glover. A carreira de Wells entrou em um acentuado declíneo após sua derrota para Glover e, entre os anos de 1915 e 1917, Wells acumulou uma enorme quantidade de derrotas.
Wells se afastou dos ringues em 1918, mas depois decidiu retornar em 1919, quando desafiou o título britânico dos meios-médios de Johnny Basham, um boxeador que ele havia nocauteado sete anos antes. Falhando em reconquistar um pouco de sua glória passada, ao perder nos pontos essa luta para Basham, Wells seguiu lutando sem grande alarido até o final de sua carreira em 1922.